# Reveluddens naturreservat

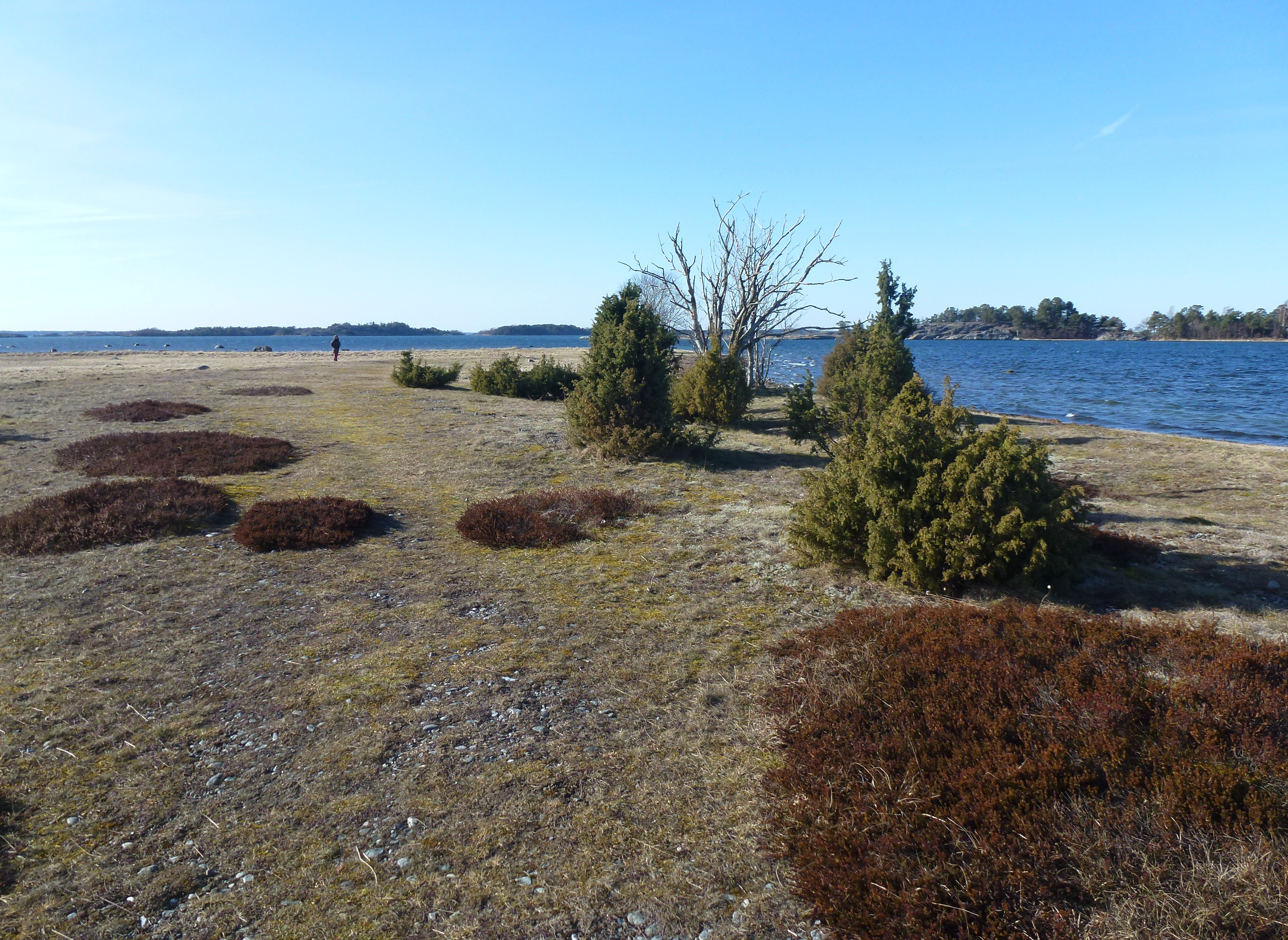
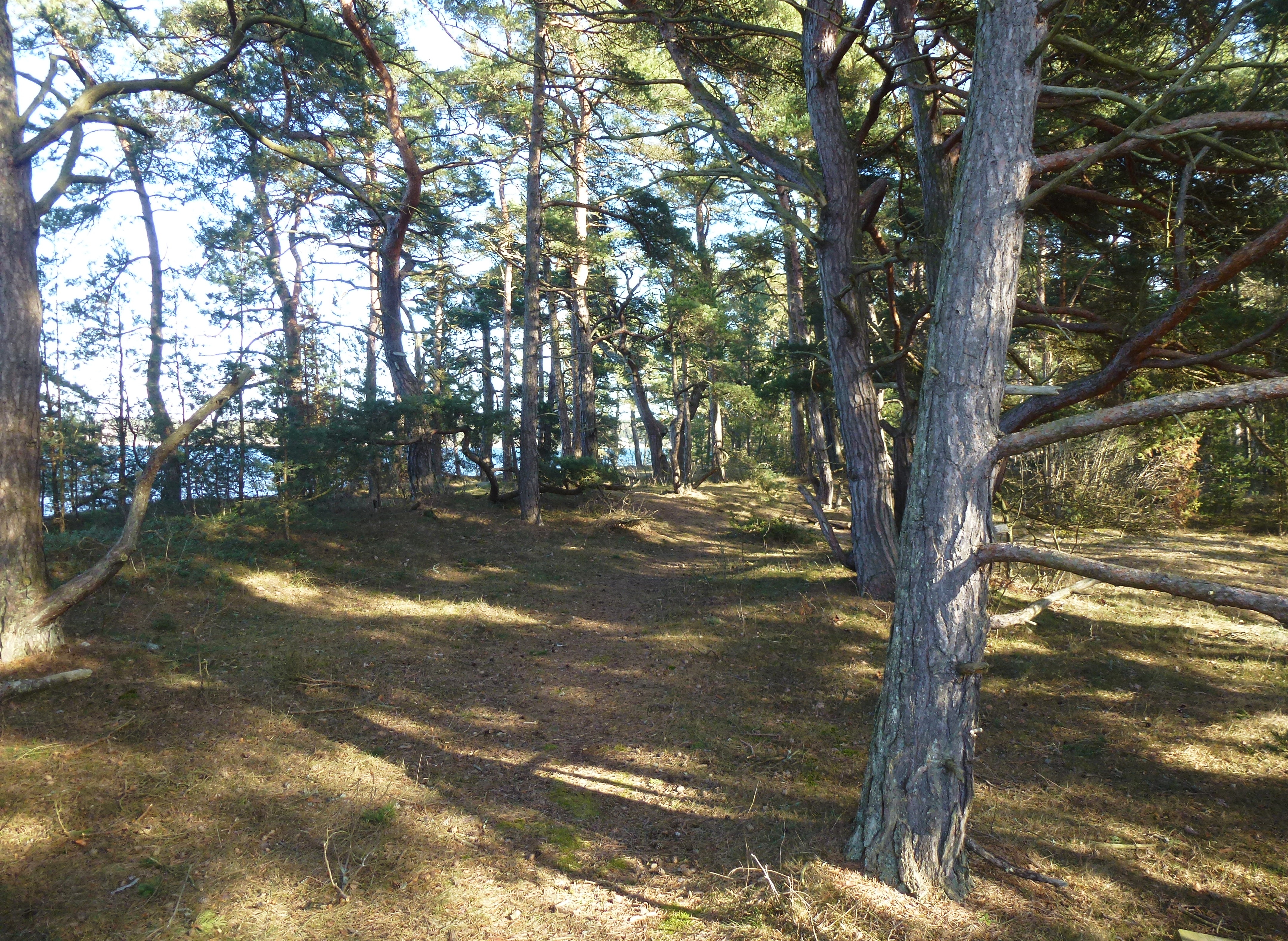
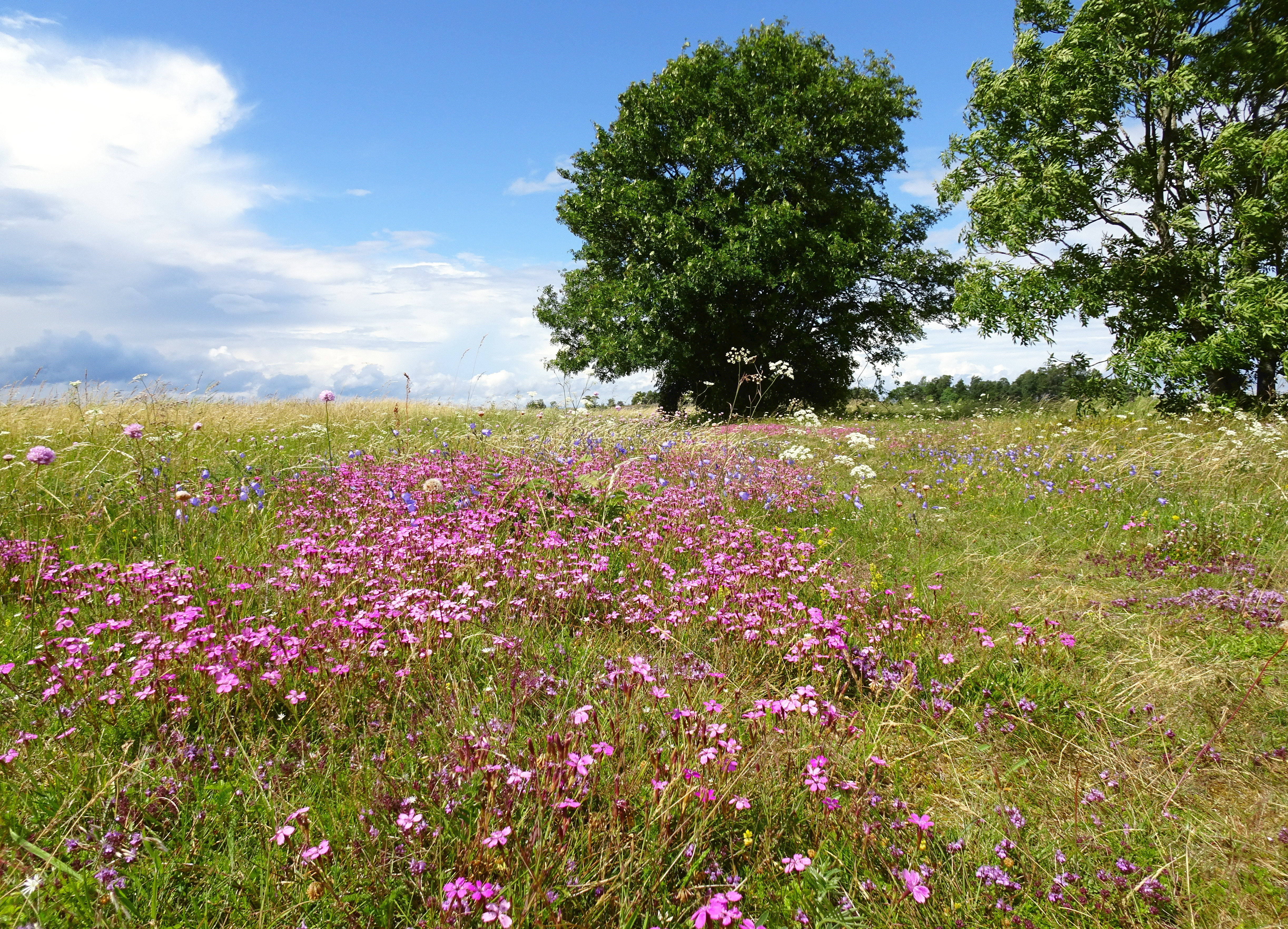

Reveluddens naturreservat ligger längst i söder på Torö i Torö socken i Nynäshamns kommun i Stockholms län. Naturreservatet bildades år 1966 (reviderad 1995)  och omfattar en areal av 10 hektar, därav 7,3 hektar land. Markägaren är enskild och reservatsförvaltare är länsstyrelsen i Stockholms län. Hela reservatet är numera ett Natura 2000-område. Reveluddens naturreservat omfattas av den nordvästra spetsen av Örenhalvön, som sedan år 2008 till största del tillhör Örens naturreservat.

## Läge och syfte
Reveludden naturreservat ligger längst i nordväst på Örenhalvön och gränser mot södra Svärdsfjärden respektive norra Krabbfjärden. Infarten sker från väg 528 mittemot Herrhamra gård. För att kunna nå Reveludden naturreservat passera man först genom Örens naturreservat. Där går en cirka 700 meter lång bilväg (Örenvägen) och vid reservatet finns en mindre parkeringsplats.
Enligt länsstyrelden är syftet med naturreservatet ”  att bevara ett vackert och intressant strandområde som är ovanligt för länet och som är av betydelse från naturvårdssynpunkt, särskilt för fågellivet och för den skyddsvärda floran”.

## Naturen
Reveludden är liksom hela Örenhalvön uppbyggd av en isälvsavlagring. Reservatets sydöstra del består av ett mindre skogsparti med talldominerad barrskog. Fortsätter man längre västerut når besökaren en i det närmaste trädfri sandudde med långgrunda stränder. Här trivs jungfrulin, solvända och strandvial. I de långgrunda vattenområden märks vadarfåglar som myrspov, kustsnäppa, spovsnäppa och småsnäppa. 
Strandängen på Revelsudden betades fram till 1930-talet och fick därefter växa igen, men numera hålls den öppen genom slåtter. Eftersom Ören och Reveludden är Södertörns sydvästligaste utpost kan man se stora ansamlingar av flyttfåglar, speciellt under hösten när de så långt som möjligt följer fastland innan de tvingas flyga över öppet hav på sin resa söderut. Vintertid rastar stora skaror alfågel, vigg och storskarv utanför udden.

## Bilder

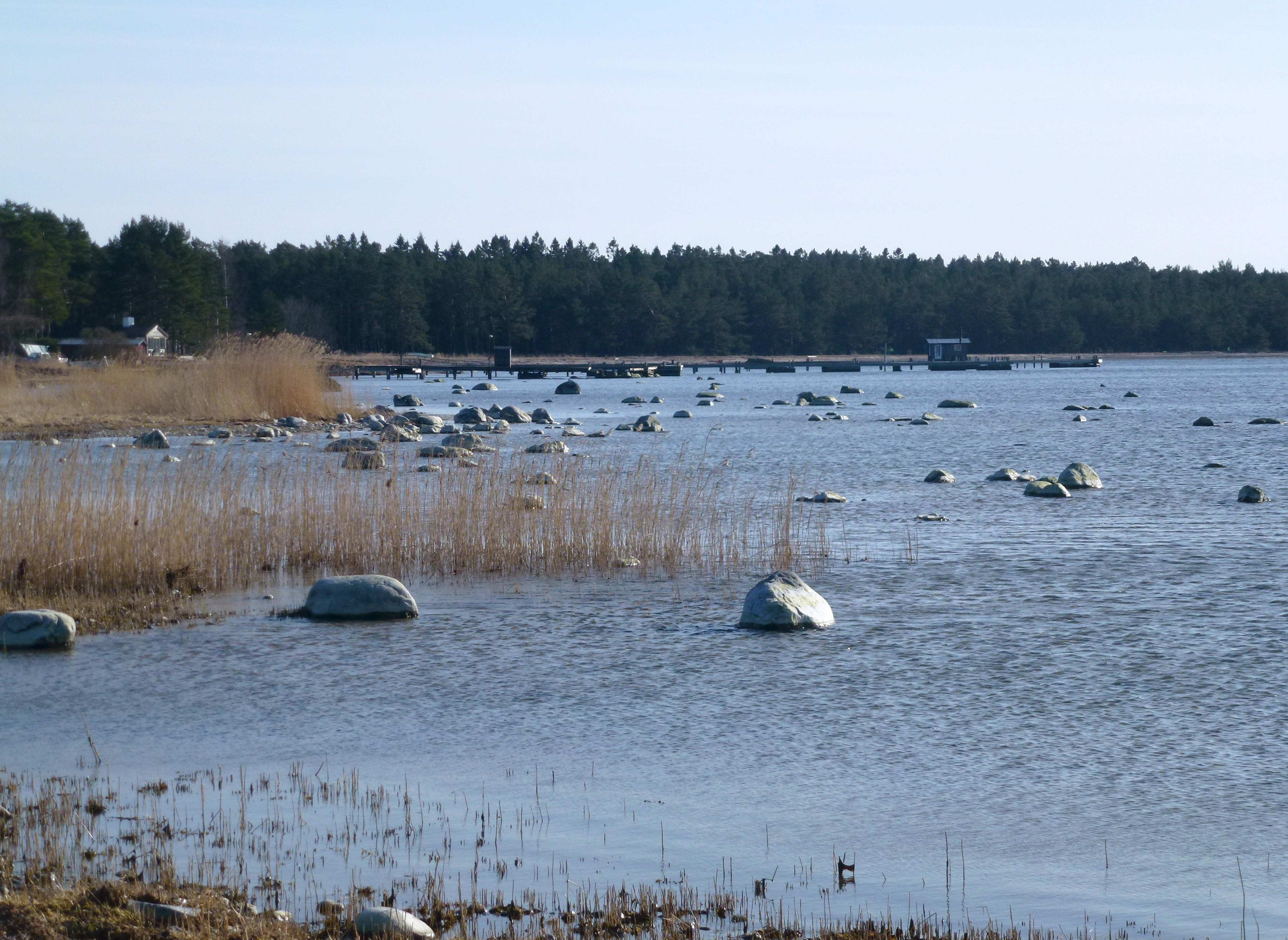
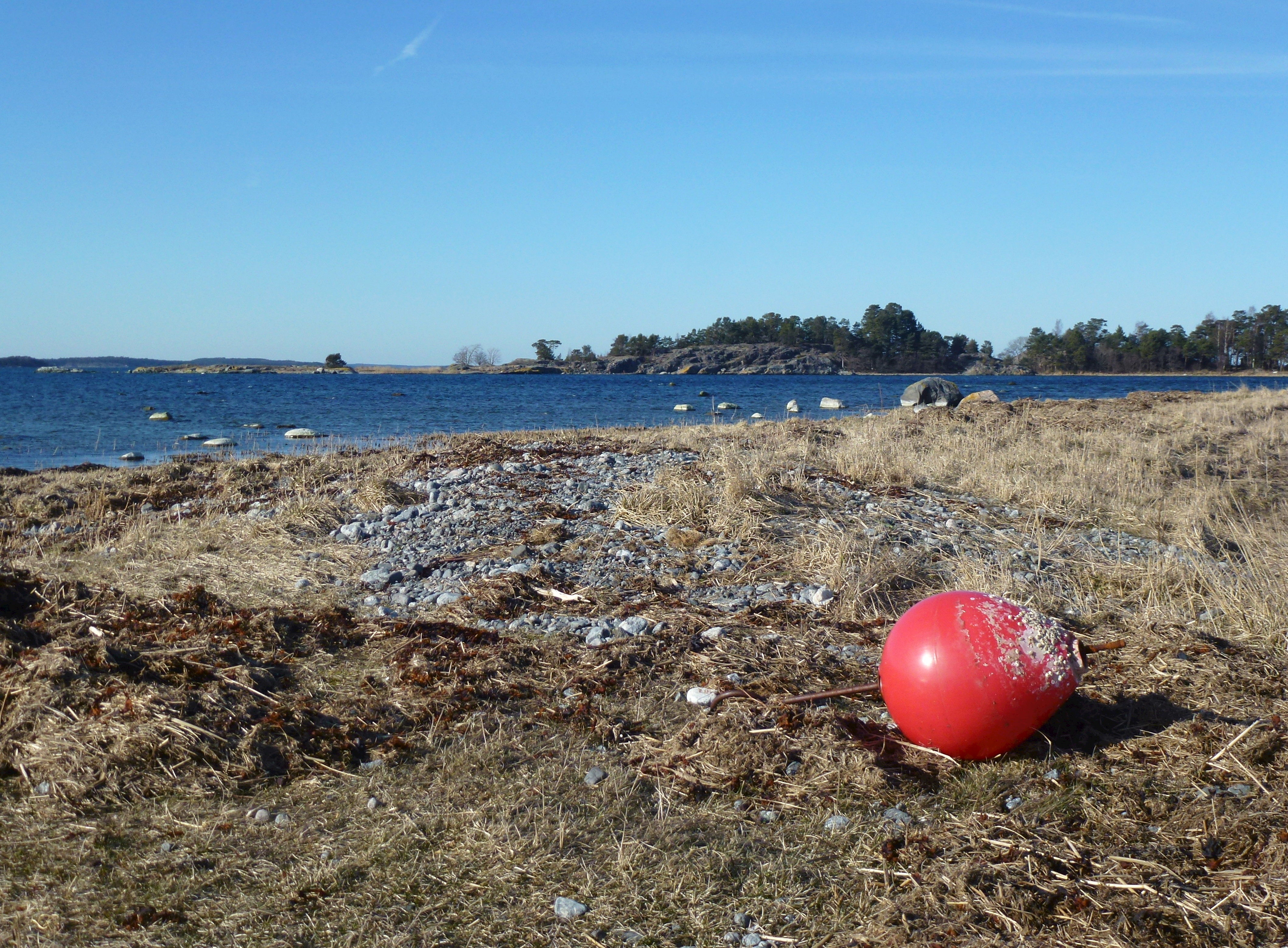
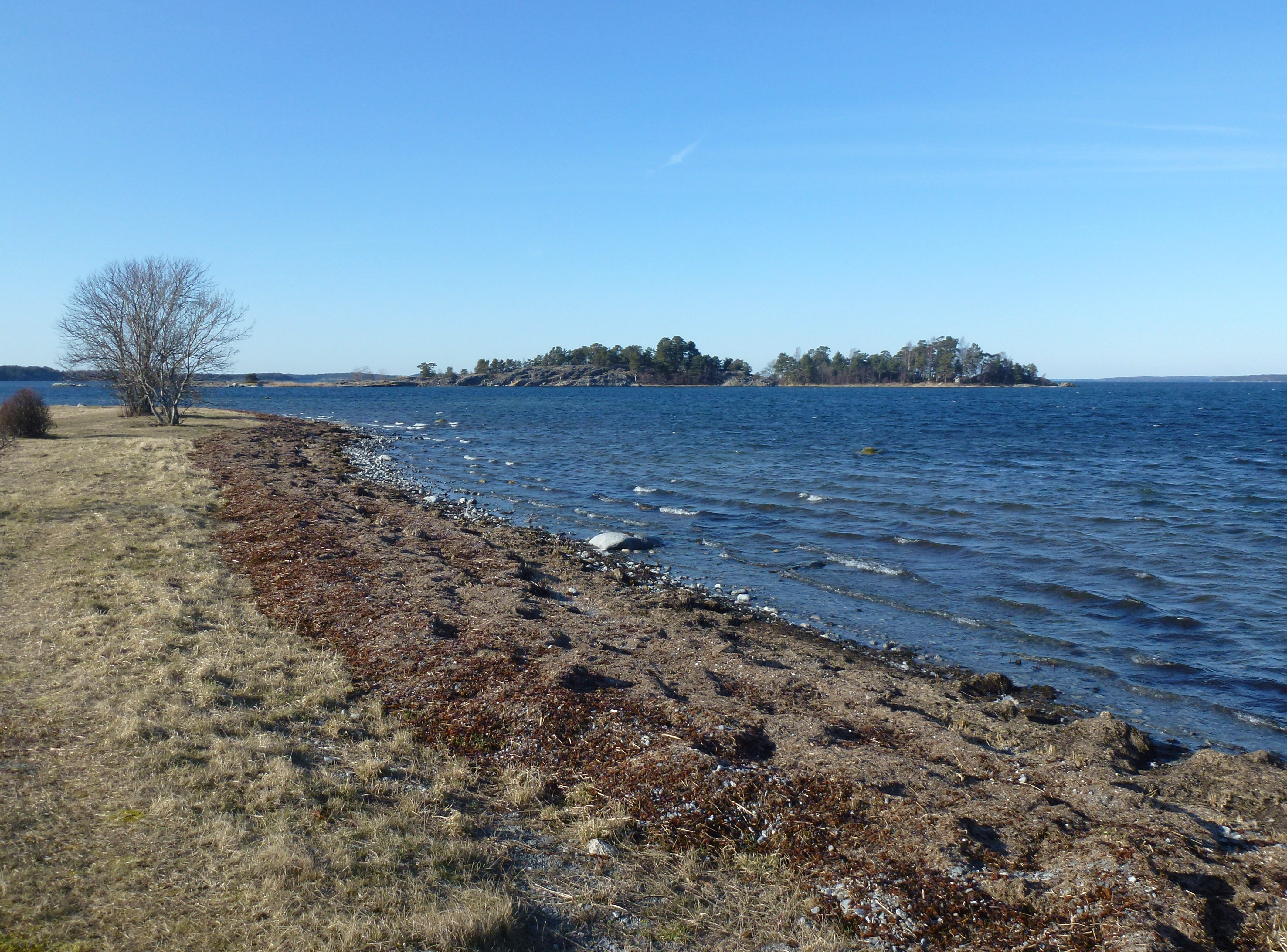
Vy mot nordväst och ön Rundklubben.